# Wicklow Mountains SPA
Wicklow Mountains SPA este o arie protejată (arie de protecție specială avifaunistică — SPA) din Irlanda întinsă pe o suprafață de 30.014,31 ha, integral pe uscat.

## Localizare
Centrul sitului Wicklow Mountains SPA este situat la coordonatele 53°04′59″N 6°22′18″W / 53.083085°N 6.371699°V.

## Înființare
Situl Wicklow Mountains SPA a fost declarat arie de protecție specială avifaunistică în februarie 1995 pentru a proteja 8 specii de animale.

## Biodiversitate
Situată în ecoregiunea atlantică, aria protejată nu include niciun habitat protejat.
La baza desemnării sitului se află mai multe specii protejate de  păsări (8): șoim de iarnă (Falco columbarius), șoim călător (Falco peregrinus), codroșul de pădure (Phoenicurus phoenicurus), pitulice sfârâitoare (Phylloscopus sibilatrix), mărăcinar (Saxicola rubetra), silvie cu cap negru (Sylvia atricapilla), silvie de zăvoi (Sylvia borin), mierlă gulerată (Turdus torquatus).
Pe lângă speciile protejate, pe teritoriul sitului au mai fost identificate 2 specii de păsări, 1 specie de amfibieni, 2 specii de mamifere, 1 specie de nevertebrate.